# Servicio Nacional de Áreas Naturales Protegidas por el Estado
El Servicio Nacional de Áreas Naturales Protegidas por el Estado (SERNANP) es un organismo técnico público especializado del Estado peruano, dependiente del Ministerio del Ambiente del Perú, encargado de dirigir y establecer los criterios técnicos y administrativos para la conservación de las Áreas Naturales Protegidas del Perú. SERNANP fue creada el 13 de mayo de 2008 en reemplazo del anterior Instituto Nacional de Recursos Naturales - INRENA, fundado el 27 de noviembre de 1992 como organismo dependiente del sector Agricultura.
Además garantiza la conservación de las Áreas Naturales Protegidas, su diversidad biológica y el mantenimiento de sus servicios ambientales, en el marco de su gestión participativa y articulada a una política integral de desarrollo sostenible del país.